# Maple Heights
Maple Heights è una città degli Stati Uniti d'America, situata nello Stato dell'Ohio, nella Contea di Cuyahoga.